# Гайдуківка (Брянська область)
Гайдуківка (рос. Гайдуковка) — присілок в Дубровському районі Брянської області Російської Федерації.
Населення становить 8 осіб. Входить до складу муніципального утворення Рябчинське сільське поселення.

## Історія
Від 2005 року входить до складу муніципального утворення Рябчинське сільське поселення.

## Населення
| 2010 | 2013 |
| ---- | ---- |
| 9    | ↘8   |